# Фер Лопес
Ферна́ндо Ло́пес Гонса́лес (ісп. Fernando López González; нар. 24 травня 2004) — іспанський футболіст, півзахисник англійського клубу «Вулвергемптон Вондерерз».

## Клубна кар'єра

### «Сельта»
Почав займатися футболом в команді «Крісто де ла Вікторія», звідки перейшов до академії «Сельти» у віці 9 років. 2018 року провів три місяці в Англії, де тренувався в команді «Бактон Юнайтед 89» (Суффолк). Після повернення в Іспанію продовжив виступати в системі «Сельти», а також провів сезон в оренді в клубі «Рапідо де Боусас».
5 листопада 2022 року дебютував за резервну команду в матчі Прімери Федерасьйон проти «Бадахоса». 14 жовтня 2023 року в поєдинку проти клуба «Реал Уніон» забив свій перший гол у кар'єрі.
27 липня 2024 року продовжив контракт з клубом до літа 2028 року. 30 жовтня 2024 року дебютував в основному складі «Сельти» в матчі Кубка Іспанії проти «Сан-Педро», вийшовши на заміну Карлосу Домінгесу. 3 грудня в поєдинку Кубка Іспанії проти «Саламанки» забив свої перші голи за «Сельту», оформивши дубль. 6 грудня 2024 року в матчі проти «Мальорки» дебютував в Ла-Лізі, вийшовши в стартовому складі.
5 квітня 2025 року в поєдинку проти «Мальорки» вперше відзначився м'ячем у Ла-Лізі, принісши перемогу своїй команді (2-1). Також цей м'яч став ювілейним, 300-им, для клубу у вищому дивізіоні.

### «Вулвергемптон Вондерерз»
20 червня 2025 року перейшов в англійський клуб «Вулвергемптон Вондерерз», підписавши п'ятирічний контракт. Сума трансферу становила 23 млн євро. 16 серпня 2025 року дебютував за нову команду в матчі англійської Прем'єр-ліги проти «Манчестер Сіті», вийшовши на заміну Андре.

## Статистика виступів
Станом на 16 серпня 2025 
| Клуб                    | Сезон             | Чемпіонат           | Чемпіонат | Чемпіонат | Кубок | Кубок | Кубок ліги | Кубок ліги | Інші  | Інші | Всього | Всього |
| Клуб                    | Сезон             | Дивізіон            | Матчі     | Голи      | Матчі | Голи  | Матчі      | Голи       | Матчі | Голи | Матчі  | Голи   |
| ----------------------- | ----------------- | ------------------- | --------- | --------- | ----- | ----- | ---------- | ---------- | ----- | ---- | ------ | ------ |
| Сельта Б                | 2022–23           | Прімера Федерасьйон | 1         | 0         | —     | —     | —          | —          | —     | —    | 1      | 0      |
| Сельта Б                | 2023–24           | Прімера Федерасьйон | 31        | 7         | —     | —     | —          | —          | 2     | 0    | 33     | 7      |
| Сельта Б                | 2024–25           | Прімера Федерасьйон | 17        | 4         | —     | —     | —          | —          | —     | —    | 17     | 4      |
| Сельта Б                | Всього            | Всього              | 49        | 11        | 0     | 0     | 0          | 0          | 2     | 0    | 51     | 11     |
| Сельта                  | 2024–25           | Ла-Ліга             | 17        | 2         | 3     | 2     | —          | —          | —     | —    | 20     | 4      |
| Вулвергемптон Вондерерз | 2025–26           | Прем'єр-ліга        | 1         | 0         | 0     | 0     | 0          | 0          | —     | —    | 1      | 0      |
| Всього за кар'єру       | Всього за кар'єру | Всього за кар'єру   | 67        | 13        | 3     | 2     | 0          | 0          | 2     | 0    | 72     | 15     |

1. ↑  Матчі плей-оф Прімери Федерасьйон